# David di Donatello per la migliore attrice straniera

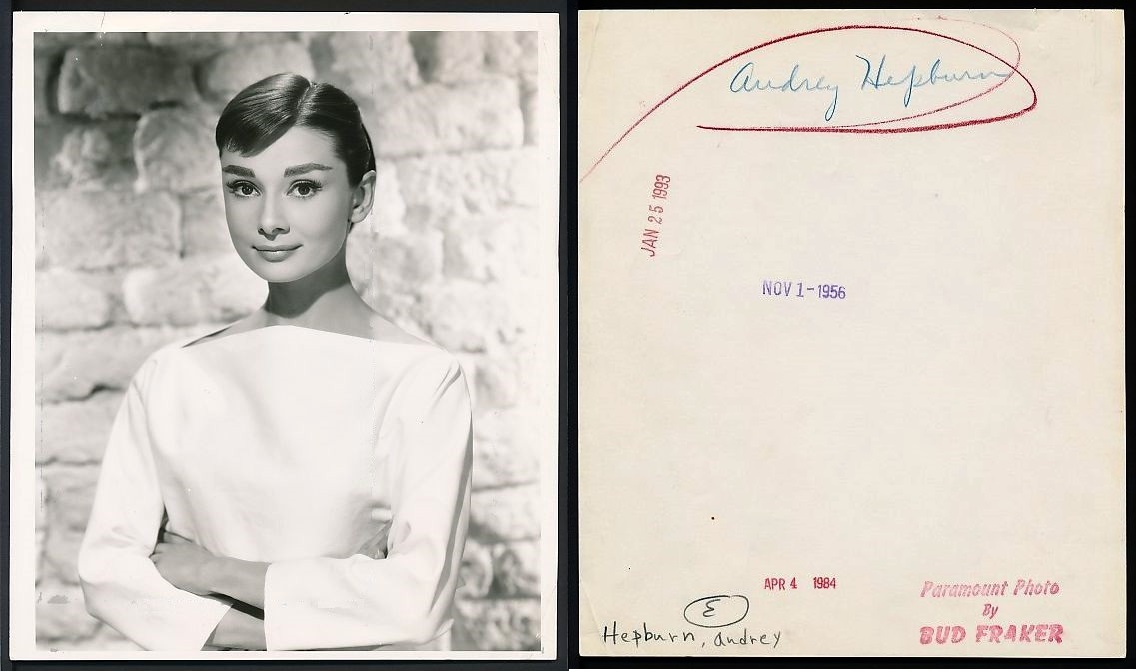
Audrey Hepburn con tre premi ricevuti, detiene il record di vittorie.

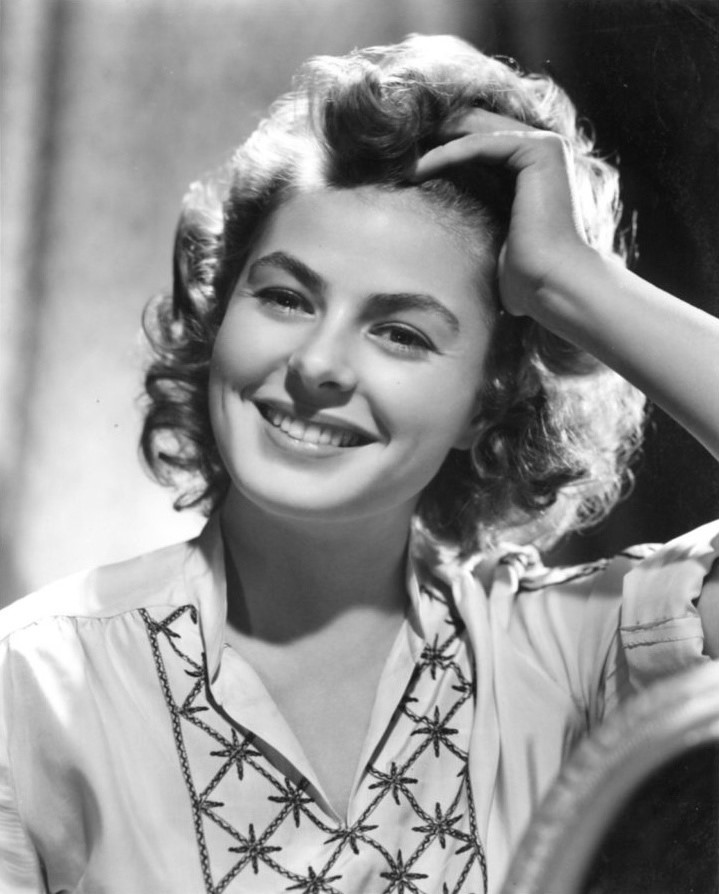
Ingrid Bergman è stata la prima attrice a conquistare il premio nel 1957.

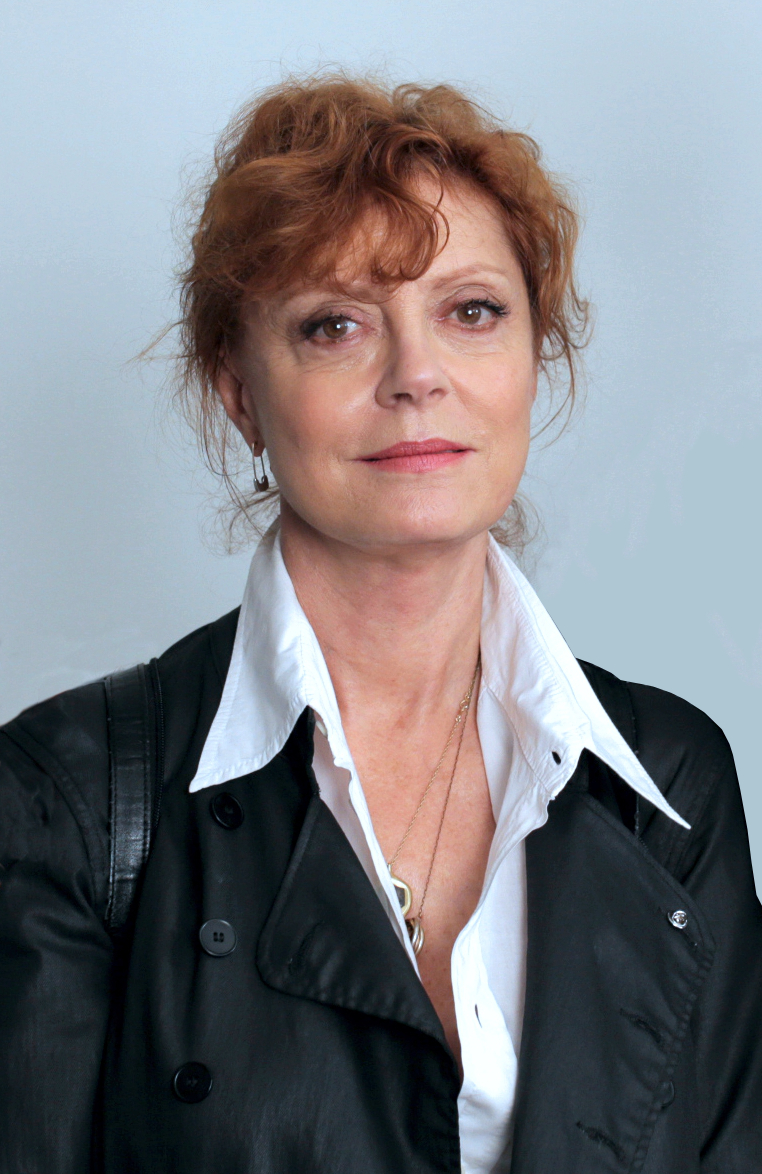
Susan Sarandon è stata l'ultima attrice a conquistare il premio nel 1996.

Il David di Donatello per la migliore attrice straniera è un premio cinematografico assegnato annualmente nell'ambito dei David di Donatello, a partire dalla seconda edizione fino a quella del 1996.

## Albo d'oro

### Anni 1956-1959
- 1957: Ingrid Bergman - Anastasia
- 1958: Marilyn Monroe - Il principe e la ballerina
- 1959: Deborah Kerr - Tavole separate (Separate Tables)

### Anni 1960-1969
- 1960: Audrey Hepburn - La storia di una monaca (The Nun's Story)
- 1961: Brigitte Bardot - La verità (La vérité)
- 1962: Audrey Hepburn - Colazione da Tiffany (Breakfast at Tiffany)
- 1963: Geraldine Page - La dolce ala della giovinezza (Sweet Bird of Youth)
- 1964: Shirley MacLaine - Irma la dolce (Irma la Douce)
- 1965: Audrey Hepburn - My Fair Lady (My Fair Lady)
- 1966: Julie Andrews - Tutti insieme appassionatamente (The Sound of Music)
- 1967
  - Julie Christie (ex aequo) - Il dottor Živago (Doctor Zhivago)
  - Elizabeth Taylor (ex aequo) - La bisbetica domata (The Taming of the Shrew)
- 1968
  - Faye Dunaway (ex aequo) - Gangster Story (Bonnie and Clyde)
  - Katharine Hepburn (ex aequo) - Indovina chi viene a cena? (Guess Who's Coming to Dinner)
- 1969
  - Barbra Streisand (ex aequo) - Funny Girl (Funny Girl)
  - Mia Farrow (ex aequo) - Rosemary's Baby - Nastro rosso a New York (Rosemary's Baby)

### Anni 1970-1979
- 1970: Liza Minnelli - Pookie (The Sterile Cuckoo)
- 1971: Ali MacGraw - Love Story
- 1972: Elizabeth Taylor - X, Y, & Zi (Zee and Co.)
- 1973: Liza Minnelli - Cabaret
- 1974
  - Barbra Streisand (ex aequo) - Come eravamo (The Way We Were)
  - Tatum O'Neal (ex aequo) - Paper Moon - Luna di carta (Paper Moon)
- 1975: Liv Ullmann - Scene da un matrimonio (Scener ur ett äktenskap)
- 1976
  - Isabelle Adjani (ex aequo) - Adele H. - Una storia d'amore (L'histoire d'Adèle H.)
  - Glenda Jackson (ex aequo)- Il mistero della signora Gabler (Hedda)
- 1977
  - Annie Girardot (ex aequo) - Corrimi dietro... che t'acchiappo (Cours après moi que je t'attrape)
  - Faye Dunaway (ex aequo) - Quinto potere (Network)
- 1978
  - Jane Fonda (ex aequo) - Giulia (Julia)
  - Simone Signoret (ex aequo)- La vita davanti a sé (La vie devant soi)
- 1979
  - Ingrid Bergman (ex aequo) - Sinfonia d'autunno (Höstsonaten)
  - Liv Ullmann (ex aequo) - Sinfonia d'autunno (Höstsonaten)

### Anni 1980-1989
- 1980: Isabelle Huppert - La merlettaia (La dentellière)
- 1981
  - Catherine Deneuve - L'ultimo metrò (Le dernier métro)
  - Vera Pap - Angi Vera
  - Susan Sarandon - Atlantic City, USA (Atlantic City)
- 1982
  - Diane Keaton - Reds
  - Jutta Lampe - Anni di piombo (Die bleierne Zeit)
  - Meryl Streep - La donna del tenente francese (The French Lieutenant's Woman)
- 1983
  - Julie Andrews - Victor Victoria
  - Sissy Spacek - Missing - Scomparso (Missing)
  - Jessica Lange - Tootsie
- 1984
  - Shirley MacLaine - Voglia di tenerezza (Terms of Endearment)
  - Debra Winger - Voglia di tenerezza (Terms of Endearment)
  - Meryl Streep - La scelta di Sophie (Sophie's choice)
- 1985
  - Meryl Streep - Innamorarsi (Falling in Love)
  - Mia Farrow - Broadway Danny Rose
  - Nastassja Kinski - Paris, Texas
- 1986
  - Meryl Streep - La mia Africa (Out of Africa)
  - Phyllis Logan - Another Time, Another Place - Una storia d'amore  (Another Time, Another Place)
  - Miranda Richardson - Ballando con uno sconosciuto (Dance with a Stranger)
- 1987
  - Norma Aleandro - La storia ufficiale (La historia oficial)
  - Deborah Kerr - Il giardino indiano (The Assam Garden)
  - Sabine Azéma - Mélo
- 1988
  - Cher - Stregata dalla luna (Moonstruck)
  - Glenn Close - Attrazione fatale (Fatal Attraction)
  - Barbra Streisand - Pazza (Nuts)
- 1989
  - Jodie Foster - Sotto accusa (The Accused)
  - Isabelle Huppert - Un affare di donne (Une affaire de femmes)
  - Shirley MacLaine - Madame Sousatzka

### Anni 1990-1996
- 1990
  - Jessica Tandy - A spasso con Daisy (Driving Miss Daisy)
  - Kathleen Turner - La guerra dei Roses (The War of the Roses)
  - Meg Ryan - Harry, ti presento Sally... (When Harry Met Sally...)
  - Miou-Miou - Milou a maggio (Milou en mai)
  - Mia Farrow - Crimini e misfatti (Crimes and Misdemeanors)
- 1991
  - Anne Parillaud - Nikita
  - Glenn Close - Amleto (Hamlet)
  - Julia Roberts - Pretty Woman
  - Mia Farrow - Alice
  - Joanne Woodward - Mr. & Mrs. Bridge
- 1992
  - Geena Davis (ex aequo) - Thelma & Louise
  - Susan Sarandon (ex aequo) - Thelma & Louise
  - Gong Li - Lanterne rosse (Da hong deng long gao gao gua)
- 1993
  - Emmanuelle Béart (ex aequo) - Un cuore in inverno (Un coeur en hiver)
  - Tilda Swinton (ex aequo) - Orlando
  - Emma Thompson (ex aequo) - Casa Howard (Howards End)
- 1994
  - Emma Thompson - Quel che resta del giorno (The Remains of the Day)
  - Holly Hunter - Lezioni di piano (The Piano)
  - Michelle Pfeiffer - L'età dell'innocenza (The Age of Innocence)
- 1995
  - Jodie Foster - Nell
  - Andie MacDowell - Quattro matrimoni e un funerale (Four Weddings and a Funeral)
  - Uma Thurman - Pulp Fiction
- 1996
  - Susan Sarandon - Dead Man Walking - Condannato a morte (Dead Man Walking)
  - Emmanuelle Béart - Nelly e Mr. Arnaud (Nelly et Monsieur Arnaud)
  - Emma Thompson - Ragione e sentimento (Sense and Sensibility)